# IC 5272
IC 5272 — галактика типу Sm (змішана спіральна галактика) у сузір'ї Тукан.
Цей об'єкт міститься в оригінальній редакції індексного каталогу.